# Limanu (gmina)
Limanu – gmina w Rumunii, w okręgu Konstanca. Obejmuje miejscowości 2 Mai, Hagieni, Limanu i Vama Veche. W 2011 roku liczyła 6270 mieszkańców.